# 中華民國102年全國運動會田徑比賽
中華民國102年全國運動會田徑比賽由46個小項組成，賽事將於2013年10月20日至10月24日在臺北田徑場舉行，其中馬拉松賽事於淡金公路舉行。
男子及女子田徑比賽皆有23個小項。而男子110公尺跨欄及十項全能等項目，在女子田徑比賽則為100公尺跨欄及七項全能。本屆比較首次新增20000公尺競走項目。

## 獎牌榜
| 排名 | 縣市   | 金牌 | 银牌 | 铜牌 | 總數 |
| ---- | ------ | ---- | ---- | ---- | ---- |
| 1    | 臺中市 | 10   | 3    | 4    | 17   |
| 2    | 新北市 | 5    | 6    | 6    | 17   |
| 3    | 桃園縣 | 4    | 0    | 7    | 11   |
| 4    | 彰化縣 | 4    | 0    | 3    | 7    |
| 5    | 高雄市 | 3    | 6    | 4    | 13   |
| 6    | 臺東縣 | 3    | 2    | 3    | 8    |
| 7    | 新竹縣 | 3    | 2    | 1    | 6    |
| 8    | 基隆市 | 3    | 0    | 1    | 4    |
| 9    | 臺北市 | 2    | 4    | 3    | 9    |
| 10   | 花蓮縣 | 2    | 3    | 1    | 6    |
| 11   | 新竹市 | 2    | 2    | 0    | 4    |
| 12   | 雲林縣 | 1    | 5    | 1    | 7    |
| 13   | 金門縣 | 1    | 3    | 1    | 5    |
| 14   | 臺南市 | 1    | 2    | 2    | 5    |
| 14   | 屏東縣 | 1    | 2    | 2    | 5    |
| 16   | 南投縣 | 1    | 0    | 0    | 1    |
| 17   | 苗栗縣 | 0    | 5    | 4    | 9    |
| 18   | 宜蘭縣 | 0    | 1    | 2    | 3    |
| 19   | 澎湖縣 | 0    | 0    | 1    | 1    |
| 總計 | 總計   | 46   | 46   | 46   | 138  |

## 各項成績

### 男子
| 項目                  | 金牌                                   | 金牌            | 银牌                                   | 银牌      | 铜牌                                   | 铜牌      |
| 100公尺（詳細）       | 劉元凱 （彰化縣）                      | 10.64           | 易緯鎮 （臺中市）                      | 10.67     | 潘柏宇 （屏東縣）                      | 10.68     |
| 200公尺（詳細）       | 羅巖耀 （臺東縣）                      | 20.99           | 楊俊瀚 （花蓮縣）                      | 21.09     | 王文堂 （彰化縣）                      | 21.19     |
| 400公尺（詳細）       | 陳傑 （臺中市）                        | 47.42           | 王偉旭 （屏東縣）                      | 47.66     | 傅培瑜 （高雄市）                      | 48.42     |
| 800公尺（詳細）       | 洪鈺釗 （臺北市）                      | 1:52.25         | 張家興 （高雄市）                      | 1:52.52   | 曾九瑾 （新北市）                      | 1:52.76   |
| 1500公尺（詳細）      | 賴孟昕 （臺北市）                      | 3:53.82         | 張家興 （高雄市）                      | 3:54.07   | 張邑成 （新竹縣）                      | 3:55.47   |
| 5000公尺（詳細）      | 周庭印 （新北市）                      | 14:35.19        | 何盡平 （金門縣）                      | 14:39.49  | 王秋竣 （桃園縣）                      | 14:40.82  |
| 10000公尺（詳細）     | 蔣介文 （臺中市）                      | 30:07.81 破大會 | 何盡平 （金門縣）                      | 30:27.07  | 王秋竣 （桃園縣）                      | 30:31.95  |
| 110公尺跨欄（詳細）   | 陳奎儒 （雲林縣）                      | 14.02           | 黃琨育 （高雄市）                      | 14.03     | 絲維彬 （苗栗縣）                      | 14.16     |
| 400公尺跨欄（詳細）   | 陳傑 （臺中市）                        | 50.23           | 陳毓德 （雲林縣）                      | 51.69     | 余嘉軒 （苗栗縣）                      | 52.12     |
| 3000公尺障礙（詳細）  | 周庭印 （新北市）                      | 8:57.75         | 何盡平 （金門縣）                      | 9:15.46   | 何盡文 （金門縣）                      | 9:18.88   |
| 4×100公尺接力（詳細） | （彰化縣） 王聖翔 劉元凱 王文堂 張佑瑋 | 40.24           | （臺中市） 陳柏成 劉權輝 林智偉 易緯鎮 | 40.49     | （高雄市） 鄭傳宗 黃勇緯 李宥叡 陳家薰 | 40.63     |
| 4×400公尺接力（詳細） | （臺中市） 劉權輝 林智偉 李御齊 陳傑   | 3:10.91 破大會  | （新北市） 朱志晟 潘榮章 馮丞毅 楊幸儒 | 3:15.49   | （桃園縣） 黃元澤 楊隆翔 林偉祺 林秋杰 | 3:15.60   |
| 馬拉松（詳細）        | 何盡平 （金門縣）                      | 2:27:45         | 黃文良 （苗栗縣）                      | 2:35:32   | 何志豐 （桃園縣）                      | 2:36:13   |
| 20公里競走（詳細）    | 張力元 （新竹縣）                      | 1:38:33.9       | 張瀚文 （新竹縣）                      | 1:42:27.3 | 黃祈錩 （臺北市）                      | 1:50:55.0 |
| 跳遠（詳細）          | 王明恩 （桃園縣）                      | 7.60 m          | 林家顥 （臺北市）                      | 7.50 m    | 蔡易達 （臺東縣）                      | 7.43 m    |
| 三級跳遠（詳細）      | 蔡柏政 （臺中市）                      | 15.47 m         | 蔡易達 （臺東縣）                      | 15.38 m   | 陳凱祥 （新北市）                      | 15.27 m   |
| 跳高（詳細）          | 向俊賢 （彰化縣）                      | 2.07 m          | 陳彥宏 （苗栗縣）                      | 2.04 m    | 于業孝 （基隆市）                      | 2.04 m    |
| 撐竿跳高（詳細）      | 謝佳翰 （新北市）                      | 5.23 m 破大會   | 許凱逸 （新北市）                      | 5.01 m    | 林原陞 （高雄市）                      | 4.61 m    |
| 鉛球（詳細）          | 張銘煌 （臺中市）                      | 18.99 m 破大會  | 鄭勇信 （高雄市）                      | 16.74 m   | 林祐霆 （臺北市）                      | 16.25 m   |
| 鐵餅（詳細）          | 張銘煌 （臺中市）                      | 53.02 m         | 王耀輝 （臺北市）                      | 52.28 m   | 戴士皓 （彰化縣）                      | 51.73 m   |
| 鏈球（詳細）          | 鄭裕達 （基隆市）                      | 63.63 m         | 曾晧展 （苗栗縣）                      | 59.90 m   | 鄭勝凱 （彰化縣）                      | 58.09 m   |
| 標槍（詳細）          | 黃士峰 （高雄市）                      | 78.82 m 破大會  | 鍾政宏 （苗栗縣）                      | 73.67 m   | 鄭兆村 （桃園縣）                      | 71.22 m   |
| 十項全能（詳細）      | 孟祥祖 （新竹縣）                      | 6625分          | 吳駿甫 （苗栗縣）                      | 6595分    | 游凱鈞 （桃園縣）                      | 6433分    |

### 女子
| 項目                  | 金牌                                   | 金牌           | 银牌                                   | 银牌      | 铜牌                                   | 铜牌      |
| 100公尺（詳細）       | 廖靜賢 （臺中市）                      | 11.98          | 徐詠潔 （花蓮縣）                      | 12.02     | 林怡葶 （臺中市）                      | 12.30     |
| 200公尺（詳細）       | 徐詠潔 （花蓮縣）                      | 24.28 破大會   | 廖靜賢 （臺中市）                      | 24.56     | 吳育汝 （宜蘭縣）                      | 24.82     |
| 400公尺（詳細）       | 潘秀蓮 （臺東縣）                      | 55.97          | 謝羽婷 （臺南市）                      | 56.23     | 蔡芷涵 （臺中市）                      | 56.57     |
| 800公尺（詳細）       | 楊書淳 （新竹市）                      | 2:11.07        | 朱韻丞 （新竹市）                      | 2:11.73   | 王怡文 （臺南市）                      | 2:13.25   |
| 1500公尺（詳細）      | 朱韻丞 （新竹市）                      | 4:28.77 破大會 | 楊書淳 （新竹市）                      | 4:33.81   | 陳昭郡 （新北市）                      | 4:36.70   |
| 5000公尺（詳細）      | 陳宇璿 （基隆市）                      | 17:22.20       | 李瑋微 （屏東縣）                      | 17:28.68  | 黎庭妤 （新北市）                      | 17:31.87  |
| 10000公尺（詳細）     | 陳宇璿 （基隆市）                      | 36:15.10       | 廖佩苓 （雲林縣）                      | 36:21.29  | 游雅君 （宜蘭縣）                      | 36:21.78  |
| 100公尺跨欄（詳細）   | 莊志涵 （高雄市）                      | 13.76 破大會   | 黃郁婷 （臺北市）                      | 13.80     | 謝靜茹 （花蓮縣）                      | 13.93     |
| 400公尺跨欄（詳細）   | 羅佩琳 （臺東縣）                      | 60.58          | 潘秀蓮 （臺東縣）                      | 61.49     | 蔡芷涵 （臺中市）                      | 62.35     |
| 3000公尺障礙（詳細）  | 李瑋微 （屏東縣）                      | 10:50.32       | 黎庭妤 （新北市）                      | 10:56.51  | 廖佩苓 （雲林縣）                      | 10:57.92  |
| 4×100公尺接力（詳細） | （臺中市） 葉庭均 林怡葶 柯靜婷 廖靜賢 | 46.36          | （臺南市） 陳奕璇 謝羽婷 王姿涵 李珮蓁 | 46.86     | （臺東縣） 陽翔雲 羅佩琳 陽翔晴 潘秀蓮 | 47.17     |
| 4×400公尺接力（詳細） | （臺南市） 王怡文 王姿涵 郭宓融 謝羽婷 | 3:45.20 破大會 | （新北市） 王柏涵 潘沛榆 林品妤 張艾樺 | 3:46.42   | （臺中市） 廖靜賢 黃家琳 林玉婕 蔡芷涵 | 3:47.09   |
| 馬拉松（詳細）        | 陳雅芬 （桃園縣）                      | 3:06:25        | 蔡淑真 （新北市）                      | 3:12:08   | 簡培宇 （新北市）                      | 3:12:57   |
| 20公里競走（詳細）    | 張珈鳳 （新竹縣）                      | 1:40:44.8      | 王羽妮 （新竹縣）                      | 1:57:21.7 | 林函蓁 （臺北市）                      | 1:57:59.6 |
| 跳遠（詳細）          | 黃慧君 （花蓮縣）                      | 6.14 m         | 鍾瓊萱 （雲林縣）                      | 5.87 m    | 劉亞君 （澎湖縣）                      | 5.82 m    |
| 三級跳遠（詳細）      | 洪珮寧 （新北市）                      | 12.75 m        | 莊志涵 （高雄市）                      | 12.60 m   | 王國慧 （臺東縣）                      | 12.53 m   |
| 跳高（詳細）          | 李依蓉 （彰化縣）                      | 1.75 m         | 李晴晴 （雲林縣）                      | 1.72 m    | 楊惠娟 （新北市）                      | 1.72 m    |
| 撐竿跳高（詳細）      | 張可欣 （南投縣）                      | 3.86 m         | 許雪琴 （雲林縣）                      | 3.86 m    | 劉俞瑤 （高雄市）                      | 3.66 m    |
| 鉛球（詳細）          | 林家瑩 （臺中市）                      | 16.80 m 破大會 | 李采懌 （高雄市）                      | 14.87 m   | 賴俐君 （苗栗縣）                      | 14.65 m   |
| 鐵餅（詳細）          | 李采懌 （高雄市）                      | 55.75 m        | 張惠玲 （花蓮縣）                      | 45.85 m   | 陳怡彣 （臺南市）                      | 44.77 m   |
| 鏈球（詳細）          | 洪琇玟 （新北市）                      | 54.10 m        | 黃芝鳳 （新北市）                      | 53.43 m   | 朱薏慈 （屏東縣）                      | 52.01 m   |
| 標槍（詳細）          | 張雅晴 （桃園縣）                      | 53.66 m        | 吳懿雯 （宜蘭縣）                      | 47.47 m   | 溫佳容 （桃園縣）                      | 46.54 m   |
| 七項全能（詳細）      | 朱佳翎 （桃園縣）                      | 5393分 破大會  | 黃郁婷 （臺北市）                      | 5302分    | 林子婷 （苗栗縣）                      | 4727分    |

## 外部連結
- （繁體中文）官方網站